# ارنست هیلگارد
ارنست راپیکِت هیلگارد، (به انگلیسی: Ernest Hilgard) روان‌شناس آمریکایی (۲۵ ژوئیه ۱۹۰۴–۲۲ اکتبر ۲۰۰۰)، استاد دانشگاه استنفورد بود که به خاطر تحقیقاتش در بارهٔ هیپنوتیزم، مخصوصاً رابطهٔ هیپنوتیزم و درد، و استفاده از هیپنوتیزم برای کنترل درد، در دههٔ ۱۹۵۰ معروف شد. او، به همراه آندره مولر ویتزِنهافر، مقیاسی برای اندازه‌گیری میزان هیپنوتیزم پذیری (قابلیت هیپنوتیزم شدن) افراد طراحی کرد که Stanford Hypnotic Susceptibility Scales نام دارد؛ آن دو، از همان سالها تا زمان فوت هیلگارد، به بسط و توسعهٔ این مقیاس ادامه دادند.
مفهوم ناظر پنهان (hidden observer) را ارنست هیلگارد، مطرح کرده‌است. هیلگارد عقیده داشت که هیپنوتیزم، یک «حالت» مشخص و متمایز از هشیاری است، و معروفترین «نظریهٔ حالتی» از هیپنوتیزم را ارائه داد. هیلگارد می‌گفت که هیپنوتیزم باعث می‌شود یک حالت منفصل، یا «جدایی» در آگاهی به وجود آید. به عبارتی دیگر، از نظر او هیپنوتیزم عبارت است از جدا کردن قسمتی از هشیاری و همین قسمت جدا شده یا منفصل از هشیاری است که به تلقین‌های هیپنوتیزم کننده پاسخ می‌دهد. قسمت دیگر هشیاری، ناظر پنهان است. ناظر پنهان به فرایند و عملیات هیپنوتیزم کاری ندارد اما بر همهٔ کارهایی که انجام می‌شود، ساکت و صامت، نظارت می‌کند. برای نشان دادن این موضوع، او از افرادی که هیپنوتیزم شده بودند خواست تا یک دست خود را داخل یک سطل آب یخ و دردآور قرار دهند. افرادی که به آنها گفته شده بود (تلقین شده بود) تا هیچ دردی احساس نکنند، گفتند که هیچ دردی احساس نمی‌کنند. بعد، از همان افراد سؤال شد که آیا قسمتی از ذهنشان وجود دارد که درد را احساس می‌کند. تعداد زیادی از این افراد ، با آن دست دیگرشان که آزاد بود، نوشتند: «دستم درد می‌کند» یا «بس کنید دیگر، دستم را به درد آورده‌اید» ، و در تمام این مدت، طوری عمل می‌کردند که انگار هیچ دردی را حس نمی‌کنند. در آزمایش بالا، بسیاری افراد آن قسمت از هشیاری را که از درد آگاه است (یعنی، ناظر پنهان) از قسمت دیگر که از درد ناآگاه است، می‌توانند جدا یا منفصل کنند

## آثار
هیلگارد علاوه بر کتابهایی که در بارهٔ هیپنوتیزم نوشت، سه کتاب مهم در بارهٔ موضوعاتی متفاوت نوشت:
- کتاب «شرطی سازی و یادگیری» (“Conditioning and Learning”) که به همراه دانلد مارکیز نوشت و تا سال ۱۹۶۰این کتاب رفرنس بسیاری از کتاب‌های دیگر بود.
- کتاب «نظریه‌های یادگیری» (“Theories of Learning”) که اولین بار در ۱۹۴۸ به چاپ رسید نیز کتاب رفرنس بسیاری از کتاب‌های دیگر واقع شد و پنج بار ویراست و تجدید چاپ شد.
- کتاب سوم، «زمینهٔ روان‌شناسی» (“Introduction to Psychology”) بود که در سال ۱۹۵۳ برای اولین بار به چاپ رسید و آن طور که در بیوگرافی او، در وب سایت انجمن روان‌شناسی آمریکا، نوشته شده‌است، «تا مدتها در سراسر جهان محبوبیت داشت». این کتاب تا ویراست چهاردهم، زمینهٔ روان‌شناسی" نام داشت. بعد از فوت هیلگارد، آخرین و جدیدترین نسخهٔ این کتاب، که در سال ۲۰۰۹ به چاپ رسید، «زمینه روان‌شناسی اتکینسون و هیلگارد» نام گرفت.